# 청운고등학교
청운고등학교(靑雲高等學校)는 대한민국 경기도 양평군 청운면 용두리에 위치한 공립 고등학교이다.

## 학교 연혁
- 1968년 3월 5일 : 고등학교 초대 박재휘 교장 취임
- 1968년 3월 5일 : 청운 산림고등학교 개교
- 1973년 3월 1일 : 인문계 고등학교 학칙 변경 인가
- 1980년 3월 1일 : 고등학교 9학급 증설 인가
- 2007년 10월 5일 : 축구부 합숙소 완공
- 2019년 3월 4일 : 16명 입학
- 2019년 3월 4일 : 고등학교 제24대 전태열 교장 취임
- 2020년 1월 7일 : 제50회 30명 졸업(연인원 3,393명)

## 참고 자료
- 청운고등학교 - 한국교육학술정보원 학교알리미